# 미쓰 지역
미쓰 지역(御津地域)은 오카야마현 오카야마시 기타구에 있는 지역이다. 과거의 미쓰군 미쓰정에 해당하였다. 2005년 3월 22일 오카야마시에 편입 합병되었다.
주소 표기에 있어서 오아자로서 미쓰의 명칭을 존속하고 있다.

## 교통

### 철도
- 서일본 여객철도
  - 쓰야마 선

### 도로
- 국도 제53호선